# Oratorienchor Karlsruhe an der Christuskirche
Der Oratorienchor Karlsruhe an der Christuskirche gehört zu den traditionsreichsten Chören Karlsruhes. Er widmet sich der ganzen Bandbreite klassischer und moderner Chormusik. Neben der oratorischen Literatur studiert der Chor anspruchsvolle A-cappella-Werke ein und wirkt bei der Gestaltung festlicher Kantatengottesdienste an der Christuskirche mit.
Bewährt hat sich die Anbindung an die Christuskirche Karlsruhe als kirchenmusikalischem Zentrum der Region, ebenso die Kooperation mit der Kammerphilharmonie Karlsruhe und dem Barockorchester Karlsruhe.

## Geschichte
Der heutige Chor ist aus dem Zusammenschluss zweier großer Chöre mit überregionalem Ruf entstanden.
Der Chor der Christuskirche entstand um 1900 an der neu erbauten Christuskirche. Leiter des Chores waren August Hoffmeister, Ludwig Baumann, 1909 Hans Vogel, 1924 Hermann Knierer, 1934 Theodor Munz, 1941 Ruth Schellenberg, 1954 Klaus Martin Ziegler, 1960 Hans Joachim Haarbeck. 1962 entstand eine Schallplattenaufnahme mit Klaus Martin Ziegler (Psalmkonzert von H.W. Zimmermann).
Der Oratorienchor Karlsruhe e.V. wurde 1951 von Erich Werner ins Leben gerufen und bis 1970 geleitet. Der Chor unternahm zahlreiche Konzertreisen durch Deutschland, Frankreich, die Schweiz und Italien. Konzerte wurden auf diese Weise unter verschiedenen namhaften Dirigenten durchgeführt, etwa mit János Ferencsik, Charles Bruck oder Volker Wangenheim. Es entstanden Konzertaufnahmen für LP und Rundfunk, so die 9. Sinfonie von Beethoven mit Igor Markevitch, dem „Orchestre des Concerts Lamoureux“ und Hilde Güden (Sopran) oder Rossinis Wilhelm Tell mit der Badischen Staatskapelle.
Der Komponist Wolfgang Rihm meinte zu seiner Prägung durch den Chor: Ich habe mit 12 Jahren angefangen, im Karlsruher Oratorienchor zu singen und dort annähernd das gesamte Oratorien-Repertoire von Mozart bis Verdi kennengelernt. Es war eine der besten Schulen, auch für das Komponieren …
Erste Kooperationen zwischen beiden Chören ergaben sich aufgrund der gemeinsamen Leitung durch Hans Joachim Haarbeck seit 1970. Die Chöre nahmen von 1982 bis 2003 an den „Karlsruher Musiktagen“ teil, einer Veranstaltungsreihe der Stadt Karlsruhe, der Kirchen, der Hochschule für Musik und der Universität Karlsruhe.
1999 bis 2017 leitete Carsten Wiebusch die Chöre, die sich 2002 endgültig zusammenschlossen und seit 2008 den jetzigen Namen führen.
Ab Herbst 2018 liegt die Leitung des traditionsreichen Chores in den Händen von Kantor Peter Gortner.

## Profil
Zum Repertoire gehören unter anderem die großen Oratorien von Johann Sebastian Bach, Joseph Haydn und Johannes Brahms. Unter Carsten Wiebusch wirkte der Chor bei ausgefallenen Programmen mit, z. B. 2006 bei der „Karlsruher Komponistennacht“ zu Max Reger. Herausragende Aufführungen der letzten Jahre waren selten aufgeführte Chor-Orchesterwerke, wie A Child of Our Time von Michael Tippett, Christus von Franz Liszt, die Trois Petites Liturgies von Olivier Messiaen, Golgotha von Frank Martin, das Dies Irae aus dem Lateinischen Requiem von Max Reger oder die Psalmen von Lili Boulanger.